# Сім чудес Сумщини
«Сім чудес Сумщини» — сім історико-культурних пам'яток Сумщини. Ця обласна  акція була частиною всеукраїнського конкурсу «Сім чудес України». Метою акції була популяризація туризму до Сумщини та збереження архітектурних і пам'ятних місць цього краю. 
Конкурс проводився з квітня по травень 2007 року.

## Сім чудес Сумщини
- Пам'ятник мамонту (с. Кулішівка Недригайлівського району)
- Круглий двір (Тростянець)
- Софроніївський монастир (Путивльський район)
- Посульські кургани (Роменський район)
- Трьох-Анастасіївська церква (Глухів)
- Поле Конотопської битви (с. Шаповалівка Конотопського району)
- Свято-Покровський собор (Охтирка)

## Результати акції
На конкурс було представлено близько 70 пам'яток, по 3 від кожного міста та району Сумської області. 6 червня 2007 року експертна рада істориків, архітекторів та краєзнавців підбила підсумки конкурсу та оголосила сім найдивовижніших природних та архітектурних чудес Сумщини. При їхньому виборі також враховувалася громадська думка.
Три перших пам'ятки: пам'ятник мамонту у с. Кулішівка, Круглий двір у м. Тростянці та комплекс Софроніївського монастиря в Путивльському районі надалі представляли Сумщину у всеукраїнській акції «Сім чудес України».